# Ach'Lum Maya, Salto de Agua
Ach'Lum Maya är en ort i Mexiko.   Den ligger i kommunen Salto de Agua och delstaten Chiapas, i den sydöstra delen av landet, 800 km öster om huvudstaden Mexico City. Ach'Lum Maya ligger 76 meter över havet och antalet invånare är 140.
Terrängen runt Ach'Lum Maya är varierad. Runt Ach'Lum Maya är det ganska glesbefolkat, med 38 invånare per kvadratkilometer. Närmaste större samhälle är Tioquipa el Bascán, 2,7 km nordväst om Ach'Lum Maya. Trakten runt Ach'Lum Maya består till största delen av jordbruksmark.